# Sutama
Ne doit pas être confondu avec Sudama.
Sutama (須玉町, Sutama-chō), connu entre 1955 et 1990 sous le nom Sudama, est un ancien bourg de la préfecture de Yamanashi, ayant existé jusqu'au 1er novembre 2004, date de sa fusion avec les bourgs de Hakushū, Nagasaka et Takane et les villages d'Akeno, Mukawa et Ōizumi pour former la ville de Hokuto. Il faisait partie du district de Kitakoma.

## Toponymie
Le nom Sutama vient de la rivière Sutama (須玉川) qui le traverse.

## Géographie

### Topographie et hydrographie
La municipalité fait 174,26 kilomètre carrés et se trouve dans le nord-est de la préfecture. À l'est, des montagnes à plus de 2 000 mètres de haut forment le relief de Sutama, telles que le mont Mizugaki et le mont Kinpu, et font partie d'un parc national. La rivière Shio, coule de ces montagnes, et creuse une vallée profonde au centre de Sutama et se dirige vers le sud-ouest. Dans le secteur de Mamyōda (大豆生田), la Shio rejoint la Sutama pour continuer vers le sud.

### Villes limitrophes

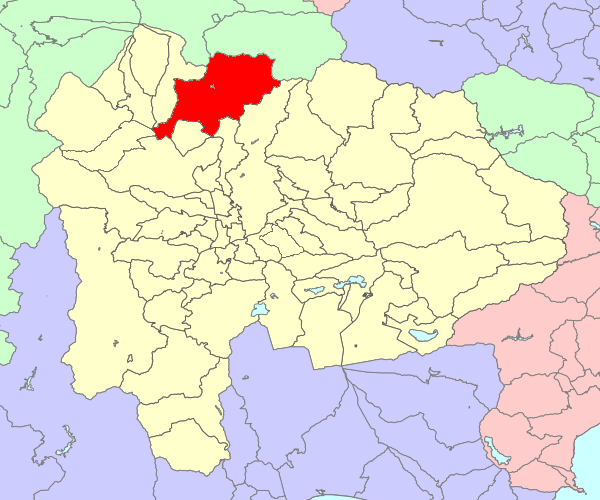
Localisation de Sutama dans la préfecture de Yamanashi (tracés territoriaux du 1er mars 2003).

Entités territoriales limitrophes à la date de la fusion du 1er novembre 2004,. À sa création le 31 mars 1955, Sutama est entouré à partir de l'ouest, dans le sens horaire, des villages de Takane (高根村), Kiyosato (清里村), Masutomi (ja) (増富村), Egusa (ja) (江草村) et Akeno (明野村), tous cinq du même district de Kitakoma, de la ville de Nirasaki (韮崎市), et du village de Mukawa (武川村) et du bourg de Nagasaka (長坂町), tous deux du même district de Kitakoma. Le 30 septembre 1956, Takane absorbe le village de Kiyosato, tandis qu'en intégrant Egusa, Sutama devient voisin du bourg de Shikishima (敷島町), du district de Nakakoma, et de la vill de Kōfu (甲府市). Le 1er avril 1959, après avoir absorbé Masutomi, Sutama devient voisin des villages de Minamimaki (南牧村) et de Kawakami (川上村), du district de Minamisaku, dans la préfecture de Nagano,. Le 1er septembre 2004, Shikishima fusionne avec les bourgs de Futaba (双葉町) et de Ryūō (竜王村) pour créer la ville de Kai (甲斐市).

## Histoire

### Préhistoire et Antiquité
La région du piémont sud des monts Yatsugatake est riche en vestiges datant du Paléolithique et de la période Jōmon. Bien que seuls des outils aient été découverts datant du Paléolithique, un grand nombre de sites archéologiques de la période Jōmon existent, avec de grands regroupements répartis dans les bassins des rivières Shio (ja) (塩川) et Suda (須田川). Parmi les artéfacts trouvés, sont des céramiques décorées de visages humains et des cloches en terre, ainsi que des pierres alignées.
Dans la région de Kyōhoku (峡北地域), littéralement « nord du ravin », la présence de tumuli est faible, mais le groupe de kofuns de Yuzawa (湯沢古墳群) à Wakamiko possède des chambres funéraires en forme de longues caves typiques du VIe siècle au VIIe siècle. Ce groupe est connu comme les seuls tumuli de la région et il est supposé que ceux qui ont construit des kofuns dans le comté de Koma avait une influence qui se rendait jusqu'à l'actuel Sutama.
Sous le système Ritsuryō ancien, la région fait partie du comté de Koma (ja) (巨摩郡) selon le Wamyō ruijushō. À la fin de la période Heian (794-1185), les membres de la famille Minamoto no Yoshikiyo (ja) et Minamoto no Kiyomitsu (ja) sont arrivés depuis la province de Hitachi dans la province de Kai. Selon le Sonpi bunmyaku, Kiyomitsu utilise la région de Henmi (Hemi), actuel Sutama, comme base et s'est appelée « Kanja de Hemi » (逸見冠者). En outre, durant la guerre de Genpei, qui commence avec la rébellion de Minamoto no Yoritomo en septembre 1180, il est rapporté dans l'Azuma kagami du 15 septembre de la même année que le chef du clan Gen de Kai (ja) (甲斐源氏, Kai Gen-ji), Takeda Nobuyoshi (ja) (武田 信義), mène une expédition au château du canton d'Ōtagiri (大田切郷) du comté d'Ina (ja) dans la province voisine de Shinano (actuelle ville de Komagane, préfecture de Nagano) et a vainc le « Kanja de Suga » (菅冠者), et qu'il s'arrête dans les montagnes de Hemi en rentrant. Il existe une légende selon laquelle Minamoto no Yoshimitsu aurait établi sa résidence à Wakamiko, et le temple Shōkaku-ji (ja) (正覚寺), qui est associé à Yoshikiyo, est également situé à Wakamiko. Selon ces légendes, le Kaikoku-shi (ja) (甲斐国志) indique que les « montagnes de Hemi » font donc référence à Wakamiko.

### Moyen Âge
Au cours de la période de Kamakura (1185-1333), l'actuel Sutama fait partie de la partie sud de la seigneurie de Hemi (逸見荘), mentionné dans l'inventaire des propriétés du 21 octobre 1253. L'actuel secteur de Hishi (比志) faisait partie de la seigneurie d'Ogasawara-montagne (山小笠原荘) et les secteurs proches de la rivière Tama faisaient partie de seigneurie de Tama (玉荘). À la fin de la période de Kamakura et pendant la période Nanboku-chō, les seigneurs du fief de Hemi étaient le clan Nikaidō qui étaient également les administrateurs de la province de Kai.
Pendant la période Sengoku, les Mukawa-shū (ja) et les Tsugane-shū (ja) sont déployés comme milices pour surveiller les frontières entre Kai et Shinano. La période Sengoku voit l'intensification de l'invasion de la province de Shinano par les Takeda, et la région de Wakamiko devient un poste militaire. De plus, les Tsugane-shū jouent un rôle actif dans la guerre Tenshō-Jingo (ja) qui éclate après la chute des Takeda en mars 1582.

### Époque moderne et contemporaine
À la fin de l'époque d'Edo(1603-1868), Kubota Kōzaemon (窪田 幸左衛門) originaire du village de Kamikogoe (上小倉村) est adopté par la famille Kubota (窪田家) d'Asaoshinden (maintenant partie d'Akeno), et supervise la construction des canaux d'Asao (浅尾堰) et de Hosaka (ja) (穂坂堰) en tant que responsable régional. Après avoir quitté ses fonctions en tant que responsable en 1839, Kubo dirige la construction de canaux dans les provinces de Kai, Shinano et Suruga.
Les principales activités économiques modernes sont l'agriculture, avec la riziculture, la culture du blé et de céréales et la culture maraîchère, et jusqu'à avant la Seconde Guerre mondiale, la sériciculture était également importante. La production de riz et de blé est parmi les plus élevées dans la préfecture de Yamanashi, et dans les régions d'Egusa et de Masutomi à l'est, l'exploitation forestière et la production de charbon étaient également pratiquées. À l'époque moderne, la région est connue pour l'élevage de chevaux, avec des fermes et des foires aux chevaux organisées. Des tentatives d'amélioration des races chevalines ont eu lieu durant l'ère Meiji (1868-1912), et l'exposition préfectorale du cheval a lieu à Wakamiko en 1907 et 1910.
En matière d'éducation, une école publique, le école de Tsugane (津金学校), est ouverte en 1873 dans le village de Tsugane avec un bâtiment temporaire dans le temple Tōsen-in (東泉院) à Shimotsugane. En 1875, un nouveau bâtiment, conçu le style Fujimura (ja), un style architectural mixte occidental et japonais appelé, est inauguré sous la direction du gouverneur de la préfecture de Yamanashi, Fujimura Shirō (ja) (藤村 紫朗).
Le bourg moderne de Sudama est créé le 31 mars 1955 par la fusion des villages de Hotari (ja) (穂足村), Tama (ja) (多麻村), Wakamiko (ja) (若神子村) et Tsugane (ja) (津金村). Le 30 septembre 1956, Sudama absorbe le village d'Egusa (ja) (江草村), puis celui de Masutomi (ja) (増富村) le 1er avril 1959. Le symbole municipal est adopté en octobre 1964 après un vote. Après la Seconde Guerre mondiale, la culture des fruits et des légumes de montagne est en plein essor. En 1976, l'autoroute Chūō et l'échangeur de Sutama sont ouverts. En 1977, le contournement de Sutama est ouvert, favorisant le développement industriel grâce à l'amélioration des infrastructures de transport. Dans les dernières années avant la fusion, l'économie de Sutama s'est tournée vers le tourisme. Le 5 octobre 1990, Sudama change son nom pour Sutama. 
Le 1er novembre 2004, après des ententes, une fusion volontaire est effectuée entre Sutama et les bourgs de Hakushū (白州町), Nagasaka (長坂町) et Takane (高根町) et les villages d'Akeno (明野村), Mukawa (武川村) et Ōizumi (大泉村), entraînant la création de la ville de Hokuto (北杜市), dont le nom signifie « Nord de Yamanashi », en utilisant le caractère pour nord « 北 » et le caractère « 杜 » qui se lit « Yamanashi » et fait référence à la poire japonaise,.

## Jumelages
- Tanashi (田無市), préfecture de Tokyo, signé le 4 février 1999, renouvelé entre la nouvelle ville de Nishitōkyō (née de la fusion de Tanashi et de Hōya) et Sutama le 4 octobre 2001, puis entre Hokuto et Nishitōkyō le 1er novembre 2005[11].
- Kakizaki (ja) (柿崎町), district de Nakakubiki (ja), préfecture de Niigata, relations établies en 1989, jumelage officiel depuis le 17 janvier 1991, renouvelé entre Hokuto et Kakizaki en 2004, puis entre la ville étendue de Jōetsu (qui a absorbé Kakizaki) et Hokuto après 2005[12],[13].
- Le Mars, Iowa, États-Unis, signé en juillet 1993[8], renouvelé entre Hokuto et Le Mars après 2004, mais échu depuis.

## Éducation
On y trouvait le lycée préfectoral de commerce de Sutama (山梨県立須玉商業高等学校), fusionné en 2001 avec le lycée préfectoral de Hokuto (ja) (山梨県立北杜高等学校). D'autres établissements scolaires à Sutama incluent le collège municipal de Sutama (須玉町立須玉中学校) et l'école primaire municipale de Sutama (須玉町立須玉小学校).

## Transports
Sutama est accessible depuis l'autoroute Chūō, à l'échangeur de Sutama. D'autres routes passant par Sutama sont la route nationale 141 (ja) et les routes préfectorales 17 (ja), 23 (ja), 604 (ja), 605 (ja) et  619 (ja).

## Culture et patrimoine
- Parc national de Chichibu Tamakai
- Masutomi Onsen (ja)
- Grand Keyaki du Negoya-jinja (ja) (根古屋神社の大ケヤキ)
- Musée d'art de Sutama (須玉美術館)

## Personnes notables
- Shigeki Akaoka (ja) (赤岡 重樹, Akaoka Shigeki?, 1884-1965), spécialiste d'histoire locale, y est né, à Wakamiko.
- Eiji Kamimura (ja) (上村 英司, Kamimura Eiji?, 1970-), homme politique, y est né.
- Mataji Uematsu (ja) (植松 又次, Uematsu Mataji?, 1910-2006), spécialiste d'histoire locale, y est né, à Tsugane.
- Jūzō Obi (ja) (小尾 十三, Obi Jūzō?, 1908-1979), romancier, y est né, à Hotari.
- Tatsuo Sueki (ja) (末木 達男, Sueki Tatsuo?, 1931-2015), homme politique, y est né.